# Saint-Laurent-des-Bois (Eure)
Saint-Laurent-des-Bois és un municipi francès, situat al departament de l'Eure i a la regió de Normandia. L'any 1999 tenia 171 habitants.

## Situació
Saint-Laurent-des-Bois es troba al sud-est del departament de l'Eure, dins el Campagne de Saint-André.

## Administració
L'alcalde del municipi és Guy Bazire (2001-2008).

## Demografia
| Evolució de la població |      |      |      |      |      |      |      |      |
| 1793                    | 1800 | 1806 | 1821 | 1831 | 1836 | 1841 | 1846 | 1851 |
| 220                     | 206  | 210  | 195  | 208  | 183  | 187  | 176  | 153  |

| 1856 | 1861 | 1866 | 1872 | 1876 | 1881 | 1886 | 1891 | 1896 |
| ---- | ---- | ---- | ---- | ---- | ---- | ---- | ---- | ---- |
| 133  | 140  | 118  | 110  | 102  | 102  | 93   | 101  | 100  |

| 1901 | 1906 | 1911 | 1921 | 1926 | 1931 | 1936 | 1946 | 1954 |
| ---- | ---- | ---- | ---- | ---- | ---- | ---- | ---- | ---- |
| 86   | 74   | 79   | 65   | 83   | 79   | 92   | 68   | 63   |

| 1962 | 1968 | 1975 | 1982 | 1990 | 1999 | 2006 | 2011 | 2016 |
| ---- | ---- | ---- | ---- | ---- | ---- | ---- | ---- | ---- |
| 56   | 58   | 73   | 102  | 184  | 171  | -    | -    | -    |

| 2019 | - | - | - | - | - | - | - | - |
| ---- | - | - | - | - | - | - | - | - |
| -    | - | - | - | - | - | - | - | - |